# Cascades Bridal Veil (Sabie)
Les cascades Bridal Veil són unes cascades que es troben als afores de Sabie, Mpumalanga (Sud-àfrica). Fan 146 m d'altura.
Estan situades als afores de Sabie i són accessibles amb cotxe, amb estacionament i zona de pícnic en els terrenys de SAFCOL (South African Forestry Company). Des d'allà, hi ha un sender fàcil que recorre el paisatge arbust durant uns 1 km (15 minuts a peu) directament cap a les cascades.